# Öja-Landsorts naturvårdsområde
Öja-Landsorts naturvårdsområde är ett naturvårdsområde (sedan 1999 likställt med naturreservat) i Nynäshamns kommun i Stockholms län.
Området är naturskyddat sedan 1985 och är 570 hektar stort. Reservatet omfattar ön Öja och består av hällmark med  lövskog med små inslag av tallskog.